# 4 Веста
4 Ве́ста (символ: ) — астероїд, один із найбільших об'єктів у поясі астероїдів (середній діаметр 525 км). Відкрив 29 березня 1807 року німецький астроном Генріх Ольберс. Названий на честь Вести — богині дому й вогнища в римській міфології.
Вважається, що Веста є другий об'єкт у поясі астероїдів за масою та об'ємом після карликової планети Церери, хоч об'єм Вести (у межах похибки вимірювань) дорівнює об'єму Паллади. На Весту припадає близько 9 % маси поясу астероїдів.
Для наземного спостерігача Веста є найяскравіший астероїд. Його яскравість може досягати 5,1 зоряної величини, і в такі моменти її хоч і слабко, але видно неозброєним оком.
1,2 мільярд років тому Веста зазнав зіткнень з іншими об'єктами, що спричинили формування численних уламків і двох величезних кратерів, які займають більшу частину південної півкулі астероїда. Деякі з уламків упали на Землю у вигляді HED-метеоритів, які є цінне джерело інформації про Весту.
Найбільше інформації про поверхню Вести маємо завдяки американському космічному апарату «Dawn», який дослідив астероїд у 2011—2012 роках.

## Історія

### Відкриття
Після відкриття перших двох об'єктів у головному поясі астероїдів, Церери (1801) і Паллади (1802), першовідкривач Паллади Генріх Ольберс припустив, що ці два об'єкти можуть бути уламками зруйнованої планети. Він надіслав листа зі своєю пропозицією британському астроному Вільяму Гершелю, зазначивши, що пошук поблизу точок перетину орбіт Церери та Паллади допоможе виявити ще більше уламків. Ці перетини орбіт розташовані в сузір'ях Кита й Діви. Ольберс розпочав свої пошуки 1802 року, і 29 березня 1807 року в сузір'ї Діви він виявив Весту. Це був лише випадковий збіг, адже початкова гіпотеза Ольберса про зруйновану планету була неправильна. Оскільки 1804 року був відкритий астероїд Юнона, Веста став четвертий об'єкт, відкритий у поясі астероїдів. Ольберс оголосив про відкриття в листі від 31 березня до німецького астронома Йоганна Шретера. Через те, що Ольберс до того вже відкрив планету Палладу (на той час астероїди вважалися планетами), він надав честь назвати своє нове відкриття німецькому математику Карлу Фрідріху Гауссу, чиї орбітальні розрахунки дозволили астрономам підтвердити існування Церери і який обчислив орбіту нової планети за надзвичайно короткий час у 10 годин. Гаусс обрав ім'я римської богині дому та вогнища Вести.

### Назва та символ
Веста була четвертим відкритим астероїдом, чим зумовлений номер 4 у її офіційному позначенні. Назва «Веста» або її національні варіанти вживаються в усіх мовах, за винятком грецької та китайської. Грецькою мовою астероїд називається Гестія (4 Εστία) на честь богині Гестії, давньогрецького відповідника римської богині Вести. На честь цієї давньогрецької богині названий астероїд 46 Гестія, тому грецькою ці астероїди мають однакові назви і відрізняються лише номером. Китайською мовою Веста називається «зорею бога вогнища» (灶神星, zàoshénxīng), що є описом ролі богині Вести подібно до китайських назв Урана, Нептуна та Плутона.
Після відкриття, Весту, власне як і Цереру, Палладу та Юнону до того, класифікували як планету й вона отримала свій астрономічний символ . Символ, який запропонував Гаусс, являв собою вівтар Вести зі священним вогнем. Після 1852 року символи астероїдів поступово вийшли з астрономічного вжитку, але в 1970-х роках символи перших чотирьох астероїдів були відроджені астрологами. Скороченим сучасним астрологічним варіантом символу Вести є  (U+26B6 ⚶).
За 38 років після відкриття Вести не було виявлено жодного іншого астероїда, і протягом цього часу вважалось, що в Сонячній системі одинадцять планет, оскільки Нептун відкрили пізніше, 1846 року. З 1845 року швидкими темпами почали відкривати нові астероїди й до 1851 року їх вже було п'ятнадцять, кожен зі своїм символом. Стало зрозуміло, що було б недоцільно продовжувати винаходити нові планетні символи, а деякі з наявних виявилося важко швидко малювати. Тому Бенджамін Апторп Гулд запропонував пронумерувати астероїди за чергою їх відкриття та помістити цей номер у коло як загальний символ астероїда. Таким чином, четвертий астероїд, Веста, отримав символ ④. Оскільки кількість малих планет зростала, символ об'єднали з назвою в офіційне позначення «④ Веста». До 1858 року коло спростили до круглих дужок, які легше набирати: «(4) Веста». Інші розділові знаки, — як-от «4) Vesta» і «4, Vesta», також вживалися, але здебільшого вийшли з вжитку до середини XX століття.

### Ранні дослідження

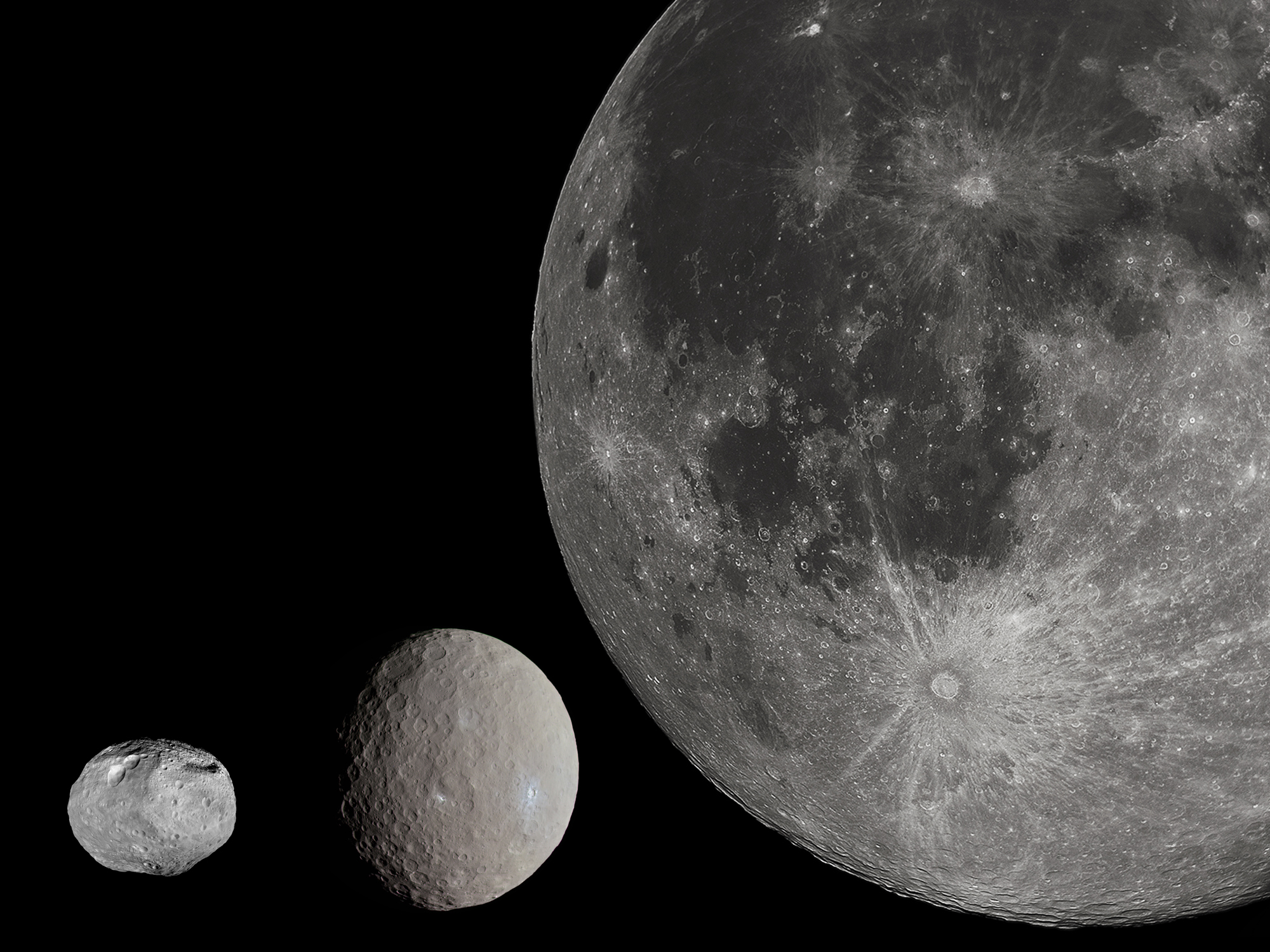
Порівняння розмірів Вести, Церери і Місяця

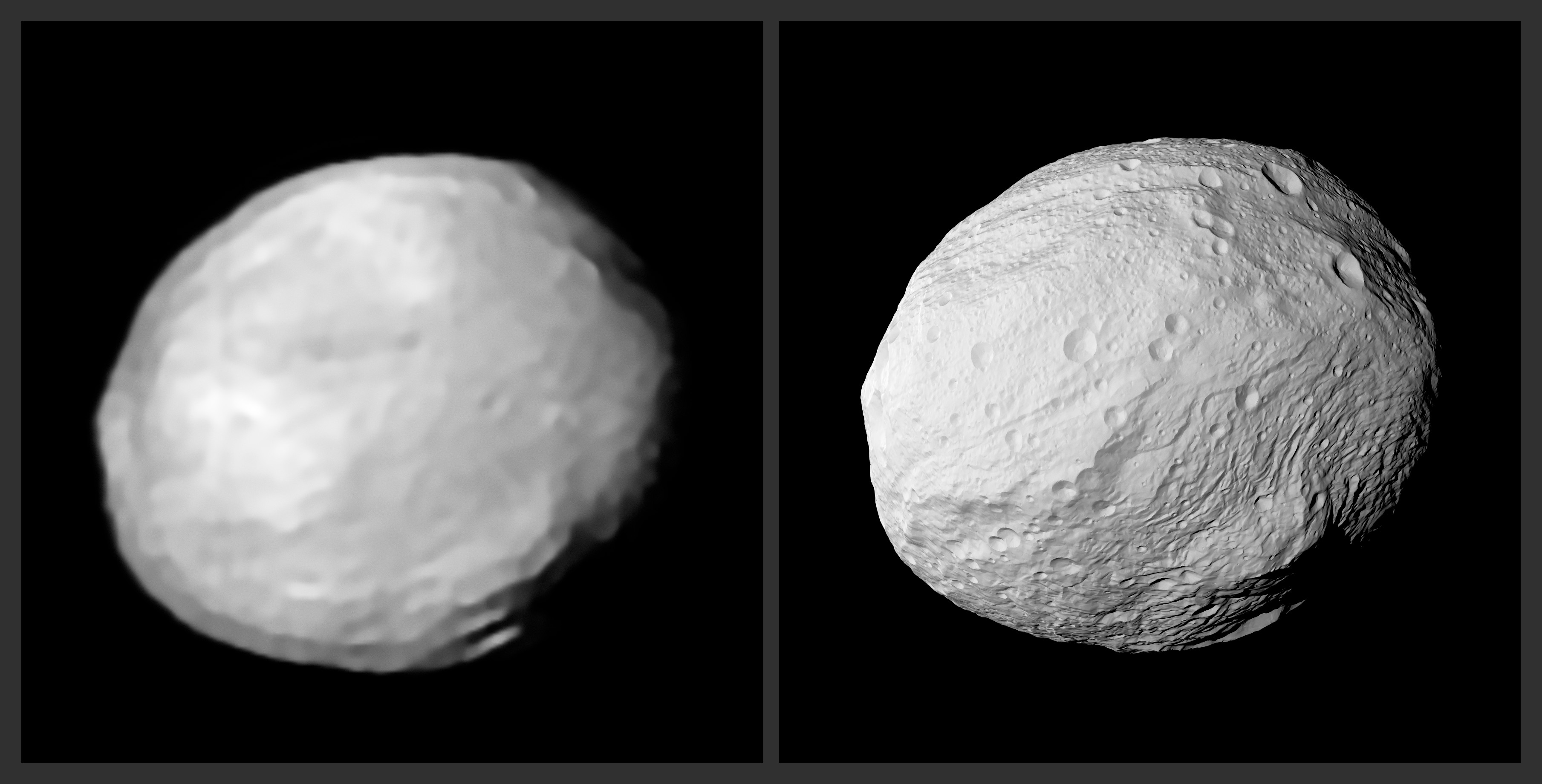
Зображення Вести, отримані інструментом SPHERE за допомогою адаптивної оптики та космічним апаратом «Dawn».

Фотометричні спостереження Вести проводилися в обсерваторії Гарвардського коледжу в 1880—1882 роках і в обсерваторії Тулузи в 1909 році. Ці та інші спостереження дозволили до 1950-х років визначити швидкість обертання Вести, однак ранні оцінки швидкості обертання ставили під сумнів, тому що було невідомо, чи пов'язані варіації кривої блиску з несиметричною формою астероїда чи з неоднорідністю його альбедо.
Ранні оцінки діаметра Вести варіювалися від 383 км у 1825 році до 444 км. Едвард Пікерінг у 1879 році розрахував приблизний діаметр 513 ± 17 км, що близько до сучасного значення середнього діаметра. Протягом наступного століття різні фотометричні оцінки коливались від 390 до 602 км. 1989 року за допомогою спекл-інтерферометрії було знайдено, що протягом одного оберту астероїда його середній розмір коливається між 498 і 548 км. 1991 року за результатами спостережень покриття Вестою зорі SAO 93228 з 14 різних місць у східних США та Канаді дозволило зробити висновок, що астероїд за формою наближений до еліпсоїда, зі значеннями більшого та середнього діаметрів приблизно 550 та 462 км. Космічна місія «Dawn» підтвердила цей результат, визначивши що розміри астероїда становлять 572,6 × 557,2 × 446,4 км.
Веста стала першим астероїдом, для якого була визначена маса. Астероїд 197 Арете кожні 18 років наближається на 0.04 а.о. до Вести. 1966 року, ґрунтуючись на спостереженнях за гравітаційними збуреннями орбіти Арете під впливом Вести, Ганс Герц оцінив масу Вести в (1.20±0.08)×10−10 M☉, тобто приблизно (2.40±0.16)×1020 кг. Пізніше були отримані точніші оцінки, і в 2001 році збурення орбіти 17 Фетіди були використані для розрахунку маси Вести, яка склала (1.31±0.02)×10−10 M☉. «Dawn» визначив, що маса становить 1.3029×10−10 M☉.

## Орбіта й осьове обертання

Обертання Вести

Орбіта Вести лежить між орбітами Марса і Юпітера, у внутрішній частині поясу астероїдів, дещо ближче до Сонця, ніж люк Кірквуда, розташований на 2,5 а.о. Орбіта помірно нахилена (i = 7,1°, приблизно як 7° у Меркурія; менше, ніж 17° у Плутона) і помірно еліптична (e = 0,09, приблизно як у Марса).
Справжні орбітальні резонанси між астероїдами малоймовірні через їхню невелику масу. Однак Веста здатна захоплювати інші астероїди в тимчасові резонансні орбітальні стани 1:1 на проміжки часу до 2 мільйонів років або навіть більше, і було виявлено близько сорока таких об'єктів. Декаметрові об'єкти, виявлені «Dawn» поблизу Вести, можуть бути такими квазісупутниками, а не справжніми супутниками.
Обертання Вести відносно швидке для великого астероїда (з періодом 5,342 години) і відбувається в прямому напрямку. Під час відображення на небесну сферу північний полюс лежить у сузір'ї Лебедя (пряме піднесення 20 год 32 хв, схилення +48°, похибка близько 10°). Це дає нахил осі 29°.

## Системи координат
Для відліку широти на Весті застосовують дві різні системи координат з початковими меридіанами, рознесеними на 150°. МАС встановив систему координат у 1997 році на основі фотографій телескопа Габбл, провівши головний меридіан через центр області Ольберса — темної ділянки діаметром 200 км. Коли «Dawn» прибув до Вести, виявилося, що розташування полюса відхиляється на 10° від визначеного МАС, що призводило до дрейфу системи координат зі швидкістю 0,06° на рік. Крім того, область Ольберса не було видно зблизька, що унеможливлювало визначення початкового меридіана з достатньою точністю. Наукові співробітники космічної місії «Dawn» виправили положення полюса і встановили новий початковий меридіан на відстані 4° від центру Клавдії — чітко окресленого кратера діаметром 700 метрів, що, на їхню думку, призводило до логічнішого поділу на півкулі. У всіх публікаціях та картах НАСА, застосовується система координат, пов'язана з кратером Клавдія. Однак робоча група МАС з картографічних координат і елементів обертання рекомендувала систему координат з виправленим полюсом, але довготою, повернутою на 150°, для узгодження з раніше визначеним нульовим меридіаном, проведеним через область Ольберса. Це визначення було затверджене МАС, хоча воно й не узгоджується з картами, підготовленими командою «Dawn». Карти побудовано таким чином, щоб не розділяти основні об'єкти на поверхні Вести.

## Фізичні характеристики
Веста є другим за масою тілом у поясі астероїдів, хоч її маса складає лише 28 % від маси Церери. Густина Вести нижча, ніж у чотирьох планет земної групи, але вища, ніж у більшості астероїдів, а також у всіх супутників Сонячної системи окрім Іо. Площа поверхні Вести трохи менша за 900 000 км² — у півтора раза більше за площу України. Всередині Веста диференційована. За розміром Веста лише трохи більше (525.4±0.2 км), ніж астероїд 2 Паллада (512±3 км), але через більшу густину вона масивніша за Палладу приблизно на 25 %.
Форма Вести близька до гравітаційно рівноважного сплюснутого сфероїда, але велика увігнутість і виступ на південному полюсі у поєднанні з масою менш як 5×1020 кг не дозволяють автоматично вважати Весту карликовою планетою відповідно до визначення планети Міжнародним астрономічним союзом. Аналіз форми Вести та гравітаційного поля з використанням даних, зібраних космічним апаратом «Dawn», показав, що Веста не досягає гідростатичної рівноваги.
За оцінками, температура на поверхні становить близько −20 °C (253 К) коли Сонце перебуває в зеніті, й опускається приблизно до −190 °C (83,1 К) на зимовому полюсі. Звичайна температура вдень і вночі −60 °C (213 К) і −130 °C (143 К), відповідно. Ця оцінка зроблена біля перигелію і може дещо змінюватись залежно від пори року.

## Особливості поверхні
До прибуття космічного апарата «Dawn» деякі особливості поверхні Вести вже були визначені за допомогою космічного телескопа Габбла та наземних телескопів (наприклад, обсерваторії Кека). Прибуття «Dawn» у липні 2011 року дозволило детально дослідити складну поверхню Вести.

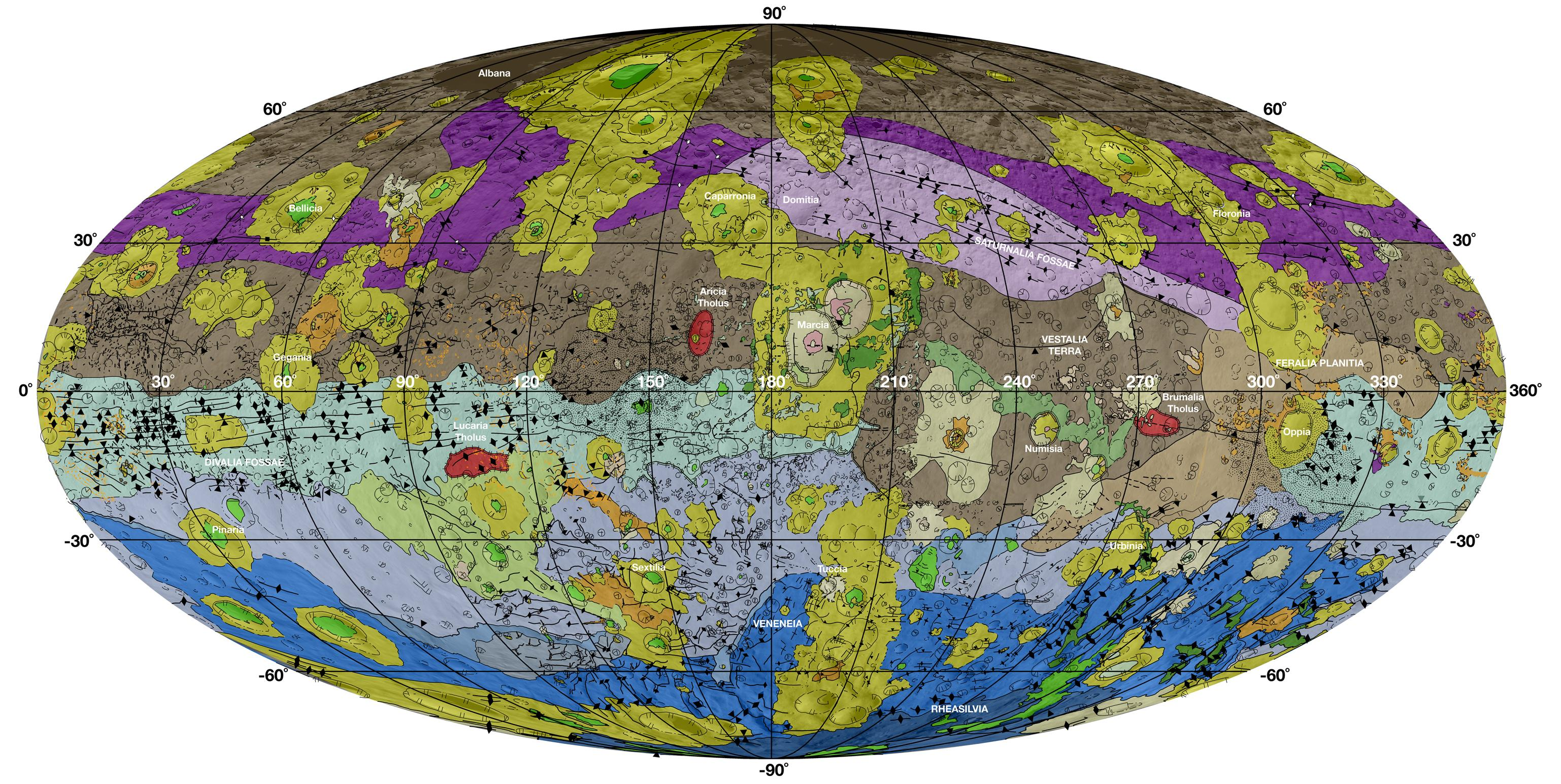
Геологічна карта Вести. Найстаріші й найбільш кратеровані регіони позначено коричневим. Ділянки, модифіковані під час утворення кратерів Вененея та Реясильвія, відповідно фіолетові (на півночі — Saturnalia Fossae Formation) і блакитні (на екваторі — Divalia Fossae Formation),. Ударний басейн Реясільвія (на півдні) — темно-синій, сусідні області викидів з Реясільвії (включаючи ділянку всередині Вененеї) — фіолетово-сині. Ділянки, модифіковані пізнішими зіткненнями, — жовті/помаранчеві. Модифіковані втратами маси — зелені.

### Кратери Реясільвія і Вененея
Найпомітнішими з усіх поверхневих елементів Вести є два величезні кратери: 500-кілометровий кратер Реясільвія з центром біля південного полюса та 400-кілометровий кратер Вененея. Кратер Реясільвія молодший і частково накладається на кратер Вененея. Наукова група «Dawn» назвала молодший та помітніший кратер Реясильвія на честь матері Ромула і Рема та міфічної весталки. Його ширина становить 95 % від середнього діаметра Вести. Глибина кратера близько 19 км. Центральний пік підіймається на 23 км над найнижчою виміряною частиною дна кратера, а найвища виміряна точка валу кратера підіймається на 31 км над нижньою точкою дна кратера. За підрахунками, зіткнення, що спричинило формування цього кратера, також виштовхнуло близько 1 % об'єму Вести, і, ймовірно, сім'я Вести та астероїди V-типу є продуктами цього зіткнення. Якщо це так, то факт існування дотепер 10-кілометрових уламків зіткнення вказує на те, що вік кратера становить лише близько 1 мільярда років. Це зіткнення також є найімовірнішим місцем походження HED-метеоритів. На всі відомі астероїди V-типу разом узяті припадає лише близько 6 % викинутого об'єму. Решта, ймовірно, перебуває у вигляді невеликих фрагментів, або викинута резонансними збуреннями Юпітера через Люк Кірквуда 3:1, або збурена ефектом Ярковського чи тиском випромінювання. Спектроскопічний аналіз зображень Габбла показав, що цей кратер глибоко проник крізь кілька різних шарів кори та, можливо, в мантію, на що вказують спектральні ознаки олівіну.
Велика вершина в центрі Реясільвії має висоту 20-25 км і ширину 180 км, і, можливо, є результатом зіткнення планетарного масштабу.

### Інші кратери
Кілька старих, деградованих кратерів мають розміри, близькі до Реясільвії та Вененеї. Рівнина Фералії, показана нижче, має розмір 270 км. Серед новіших, менш деградованих кратерів найбільшими є Варронілла (158 км) і Постумія (196 км).

### Кратери «Сніговик»
«Сніговик» (див. зображення вгорі) — неофіційна назва групи з трьох суміжних кратерів у північній півкулі Вести. Їхні офіційні назви від найбільшого до найменшого (із заходу на схід) — Марсія, Кальпурнія та Мінуція. Марсія — наймолодша і перетинає Кальпурнію. Мінуція — найстарша.

### Жолоби
Більша частина екваторіального регіону Вести сформована серією паралельних западин. Найбільша називається борозна Дівалії (ширина 10-20 км, довжина 465 км). Попри те, що Веста становить всього одну сьому розміру Місяця, борозна Дівалії більша за Великий каньйон. Друга серія жолобів, нахилена до екватора, розташована північніше. Найбільший з північних жолобів називається борозна Сатурналії (ширина близько 40 км, довжина понад 370 км). Вважається, що ці жолоби є великомасштабними грабенами, наслідками зіткнень, які спричинили появу кратерів Реясільвія та Вененея відповідно. Це одні з найдовших долин у Сонячній системі, майже такі ж завдовжки, як Каньйон Ітака на Тефії. Такі грабени можуть утворюватись після зіткнення іншого астероїда з тілом, яке є диференційованим. Диференціація Вести є однією з причин, чому вчені вважають її протопланетою.

### Склад поверхні
Інформація про склад поверхні, отримана космічним апаратом «Dawn», вказує, що більша частина поверхні Вести узгоджується зі складом говардитових, евкритових і діогенітових метеоритів (HED-метеоритів). Регіон Реясільвія найбагатший на діогеніт, який, ймовірно, сформувався на значній глибині й оголився, коли зіткнення утворило кратер. Від оголеної речовини мантії також можна було б очікувати наявність олівіну. Однак олівін виявили лише в окремих регіонах північної півкулі, а не в Реясільвії.

### Структури, утворені леткими речовинами
Місцевість, порита ямками, спостерігалася в чотирьох кратерах на Весті: Марсія, Корнелія, Нумізія та Ліцинія. Ямки могли утворитись в результаті дегазації речовини, нагрітої ударом. Поряд із ямками в кратерах Марсія та Корнелія трапляються криволінійні ущелини, які, ймовірно, утворилися внаслідок короткотривалого потоку рідкої води, утвореної коли тепло від зіткнення розтопило відкладення льоду. Також були виявлені гідратовані сполуки, особливо на темних ділянках поверхні. Вважається, що темні ділянки вкриті, переважно, вуглистими хондритами, принесеними на поверхню під час зіткнень. Вуглисті хондрити порівняно багаті на OH, пов'язані в мінералах.

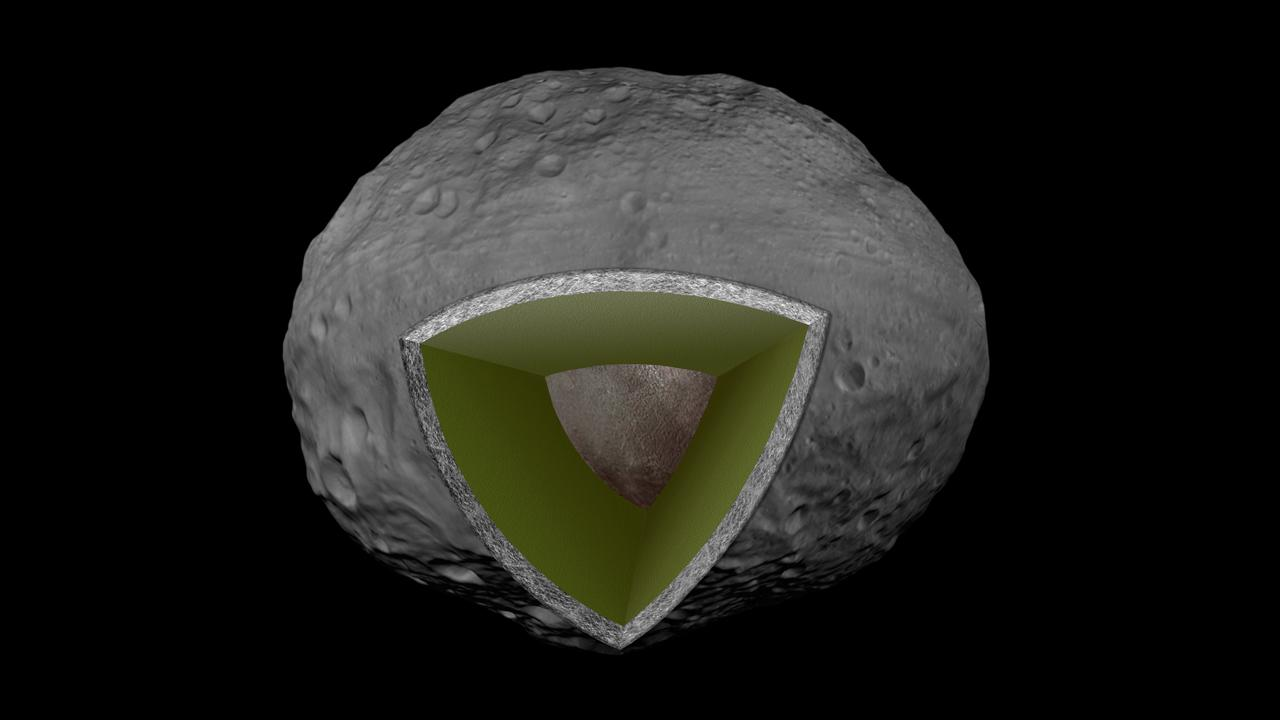
Схематичне зображення ядра, мантії та кори Вести

## Геологія
Велика колекція потенційних зразків з Вести доступна для вчених у вигляді понад 1200 HED-метеоритів, що дають уявлення про геологічну історію та структуру Вести. Дослідження астероїда (237442) 1999 TA10 інфрачервоним телескопом IRTF, припускають, що він походить з більшої глибини Вести, ніж HED-метеорити.
Вважається, що Веста складається з металевого залізо-нікелевого ядра діаметром 214—226 км, вкритого скелястою олівіновою мантією з поверхневою корою. Від появи перших кальцієво-алюмінієвих включень (перша тверда речовина в Сонячній системі, що утворилася близько 4,567 мільярда років тому), ймовірна хронологія Вести така:
| 2–3 мільйони років | Акреція завершена. |
| 4–5 мільйонів років | Повне або майже повне плавлення внаслідок радіоактивного розпаду 26Al, що призводить до диференціації і формування металевого ядра. |
| 6–7 мільйонів років | Прогресуюча кристалізація конвективної розплавленої мантії. Конвекція припинилась, коли кристалізувалось близько 80 % речовини.     |
| Екструзія залишків розплавленої речовини, формування кори через виверження базальтових лав або утворення короткочасного магматичного океану.   | |
| Глибші шари кори кристалізуються, утворюючи плутонічні породи, тоді як давніші базальти метаморфізуються під тиском новіших поверхневих шарів. | |
| Повільне охолодження надр. | |
Веста — єдиний відомий неушкоджений астероїд, чиї надра пройшли подібну диференціацію. Через це деякі вчені називають Весту протопланетою. Однак наявність залізних метеоритів і класів ахондритів без ідентифікованих батьківських тіл вказує на те, що колись існували інші диференційовані планетезималі з магматичною історією, які зараз зруйновані зіткненнями.
| Літифікований реголіт, джерело говардитів і брекчієвих евкритів.                                               |
| Базальтова лава, джерело некумулятивних евкритів.                                                              |
| Плутонічні гірські породи, що складаються з піроксену, піжоніту та плагіоклазу, джерело кумулятивних евкритів. |
| Плутонічні гірські породи, багаті на грубозернястий ортопіроксен, джерело діогенітів.                          |
На підставі розмірів астероїдів V-типу (вважається, що це шматки кори Вести, викинуті під час великих зіткнень) і глибини кратера Реясільвія, вважається, що товщина кори становить приблизно 10 км. Дані космічного корабля «Dawn» виявили докази того, що жолоби, які огинають Весту, можуть бути утворені розломами, спричиненими ударами. Диференційована внутрішня частина Вести означає, що вона перебувала в гідростатичній рівновазі й, отже, була карликовою планетою в минулому, але не сьогодні. Удари, які утворили кратери Реясільвія та Вененія, сталися, коли Веста вже не була достатньо теплою та пластичною, щоб повернутися до рівноважної форми. Вони змінили її колишню сферичну форму й тепер це не дозволяє класифікувати її як карликову планету.

### Реголіт
Поверхня Вести вкрита реголітом, відмінним від того, що є на Місяці або на дрібних астероїдах. Це пов'язано з тим, що тут космічне вивітрювання діє інакше. На поверхні Вести немає значних слідів нанофазного заліза, оскільки швидкості зіткнень астероїдів з Вестою недостатні, щоб викликати відчутне плавлення і випаровування гірських порід. Натомість в еволюції реголіту домінує утворення брекчій та подальше змішування яскравих і темних компонентів. Темний компонент, ймовірно, пов'язаний з випаданням вуглецевої речовини, тоді як світлий компонент є первинним базальтовим ґрунтом Вести.

## Уламки

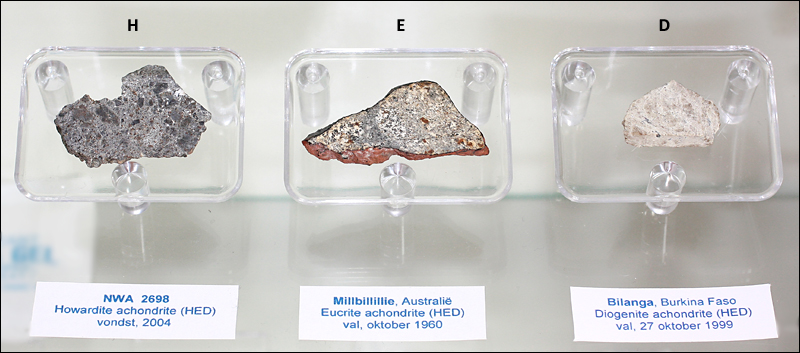
HED-метеорити: NWA 2698 (говардит), Millbillillie (евкрит), Bilanga (діогеніт)

Деякі астероїди, ймовірно, є фрагментами Вести, утвореними в результаті зіткнень. Прикладами є астероїди сім'ї Вести та HED-метеорити. Встановлено, що астероїд V-типу 1929 Коллаа має склад, схожий на кумулятивні евкритові метеорити, що вказує на його формування глибоко в корі Вести.
Наразі Веста є одним із семи тіл Сонячної системи, з яких є фізичні зразки. Такими зразками з Вести є HED-метеорити, які, за оцінками, складають близько 1/16 всіх метеоритів, що падають на Землю. Іншими зразками тіл Сонячної системи є сама Земля, марсіанські метеорити, місячні метеорити та зразки, доставлені з Місяця місіями Аполлон, комета 81P/Вільда, астероїди 25143 Ітокава і 162173 Рюгу.

## Дослідження

### Відхилені проєкти
У 1981 році в Європейське космічне агентство (ЄКА) було подано пропозицію про місію на астероїд. Цей космічний апарат під назвою «Астероїдний гравітаційний оптичний і радарний аналіз» (Asteroidal Gravity Optical and Radar Analysis, AGORA) мав бути запущеним в 1990—1994 роках і виконати два обльоти великих астероїдів. Веста вважалася найкращою метою для цієї місії. AGORA мала досягнути поясу астероїдів за допомогою гравітаційного маневру біля Марса або за допомогою невеликого іонного двигуна. Однак ця пропозиція була відхилена ЄКА.
Тоді була розроблена спільна астероїдна місія НАСА та ЄКА для Багатоастероїдного орбітального апарата з сонячним електричним двигуном (Multiple Asteroid Orbiter with Solar Electric Propulsion, MAOSEP), і один із профілів місії включав орбіту Вести. У НАСА заявили, що не зацікавлені в місії до астероїда. Натомість ЄКА влаштувало технологічне дослідження космічного корабля з іонним приводом.
Інші місії до поясу астероїдів пропонували у 1980-х роках Франція, Німеччина, Італія та США, але жодна не була схвалена.
Дослідження Вести з прольотної траєкторії зі скиданням на астероїд ударника було однією з цілей радянської місії «Веста», розробленої у співпраці з європейськими країнами для реалізації в 1991—1994 роках, але скасованої через розпад Радянського Союзу.

### Космічний апарат «Dawn»
На початку 1990-х років NASA ініціювало програму «Discovery», яка мала бути серією недорогих наукових місій. 1996 року дослідницька група програми дала високий пріоритет місії з дослідження поясу астероїдів за допомогою космічного корабля з іонним двигуном. Фінансування цієї програми залишалося проблематичним протягом кількох років, але до 2004 року космічний апарат «Dawn» пройшов критичний огляд конструкції, і його будівництво продовжилося.
«Dawn» був запущений 27 вересня 2007 року. Він вийшов на орбіту навколо Вести 16 липня 2011 року, досліджував її 12 місяців, і залишив її 5 вересня 2012 року, полетівши далі до Церери. Прибуття «Dawn» припало на пізнє літо в південній півкулі Вести, і кратер Реясільвія на південному полюсі був добре освітлений. Оскільки сезон на Весті триває одинадцять місяців, північна півкуля стала добре видимою під кінець перебування космічного апарата на орбіті Вести.
НАСА/DLR опублікували зображення з оглядової орбіти, з двох високих орбіт (60–70 м/піксель) і з низької картографічної орбіти (20 м/піксель). Опубліковані дані включали відео, атласи та цифрові моделі рельєфу.
Дані «Dawn» також були використані для розрахунку точної маси та гравітаційного поля Вести. Точне вимірювання неоднорідності гравітаційного поля (компонента J2) дало оцінку діаметра ядра близько 220 км.
Дані «Dawn» знаходяться у відкритому доступі на вебсайті Університету Каліфорнії в Лос-Анджелесі.

## Видимість
Великий розмір і світла поверхня роблять Весту найяскравішим астероїдом, й іноді її можна побачити неозброєним оком на темному небі за відсутності світлового забруднення. Під час опозицій (протистояння) її яскравість може досягати зоряної величини 5,1, хоч в інших опозиціях може бути й тьмянішою за 6 (залежно від положення Вести на її нахиленій еліптичній орбіті). В серпні 2022 року, під час протистояння, Веста мала зоряну величину 6.1.
Навіть у сполученні з Сонцем (у найвіддаленішій від Землі точці своєї орбіти) Веста матиме зоряну величину близько 8,5, що достатньо для спостереження її в бінокль.

## Виноски
1. ↑  Розраховано для елісоїда з відомими розмірами.
2. ↑  Деякі сучасники Гауса винайшли складніші символи, такі як  і .[28][29] Спрощення останнього бл. 1930 року, [30], ніколи не прижилось.
3. ↑  Цей символ можна побачити у верхній частині одного з попередніх символів, . Він датується 1973 роком, коли астрологи почали цікавитися астероїдами[33].

### Україномовні
- Веста // Астрономічний енциклопедичний словник / за заг. ред. І. А. Климишина та А. О. Корсунь. — Львів : Голов. астроном. обсерваторія НАН України : Львів. нац. ун-т ім. Івана Франка, 2003. — С. 70. — ISBN 966-613-263-X.
- Світ астрономії - Веста. galinaokhotnik.ucoz.ru. Процитовано 27 березня 2023.
- Нереалізована планета. Геологи висунули нову теорію про давно відомий астероїд. ФОКУС (укр.). 1 вересня 2021. Процитовано 28 березня 2023.
- Лазар, Анатолій (3 січня 2016). Веста - астероїд, який бачимо неозброєним оком. Порадимо (укр.). Процитовано 28 березня 2023.
- Планета весталок — thealphacentauri.net
- Веста вказала на непричетність поясу астероїдів до формування планет — nauka.ua

### Англомовні
- Interactive 3D gravity simulation of the Dawn spacecraft in orbit around Vesta [Архівовано 11 червня 2020 у Wayback Machine.]
- Vesta Trek — An integrated map browser of datasets and maps for 4 Vesta
- Ефемериди для Вести від JPL
- База даних малих космічних тіл JPL: 4 Веста (англ.) .
- Views of the Solar System: Vesta
- HubbleSite: Hubble Maps the Asteroid Vesta
- Encyclopædia Britannica, Vesta — full article
- HubbleSite: short movie composed from Hubble Space Telescope images from November 1994.
- Adaptive optics views of Vesta from Keck Observatory
- 4 Vesta images at ESA/Hubble
- Dawn at Vesta (NASA press kit on Dawn's operations at Vesta)
- NASA video
- Vesta atlas